# Bobby Blue Bland
Pour les articles homonymes, voir Bland.
Robert Calvin Bland dit « Bobby Blue » Bland, est un chanteur de blues américain, né à Barretville dans le Tennessee le 27 janvier 1930 et mort à Memphis le 23 juin 2013. Il est un des pionniers du soul blues.

## Biographie
Robert Calvin Brooks grandit à Rosemark près de Memphis, sans fréquenter les bancs de l'école. Il passe son enfance à chanter dans des groupes de Gospel à Memphis, puis arpente Beale Street où il côtoie de futures vedettes du blues, comme B. B. King ou Johnny Ace. En 1952, à l'âge de 22 ans, il enregistre ses premiers 45 tours chez Sun Records, puis signe un contrat avec Duke Records. Il part ensuite effectuer son service militaire et à son retour, en 1954, il travaille comme machiniste itinérant au sein des tournées de B. B. King et Junior Parker. Il signe un nouveau contrat avec Duke Records et en 1957, sa chanson Farther Up the Road lui ouvre la voie du succès que consacre l'album Two Steps from the Blues sorti en 1961.
Après une période faste marquée par la sortie de nombreux albums, Bobby Bland connait une période difficile à la fin des années 1960. Il relance sa carrière en enregistrant ses nouvelles compositions en Californie (His California Album, 1973) et en accompagnant B. B. King sur ses nombreuses tournées. Au milieu des années 1980, il signe un contrat avec le label Malaco, et continue à tourner sur scène jusqu'à sa mort.

## Titres connus

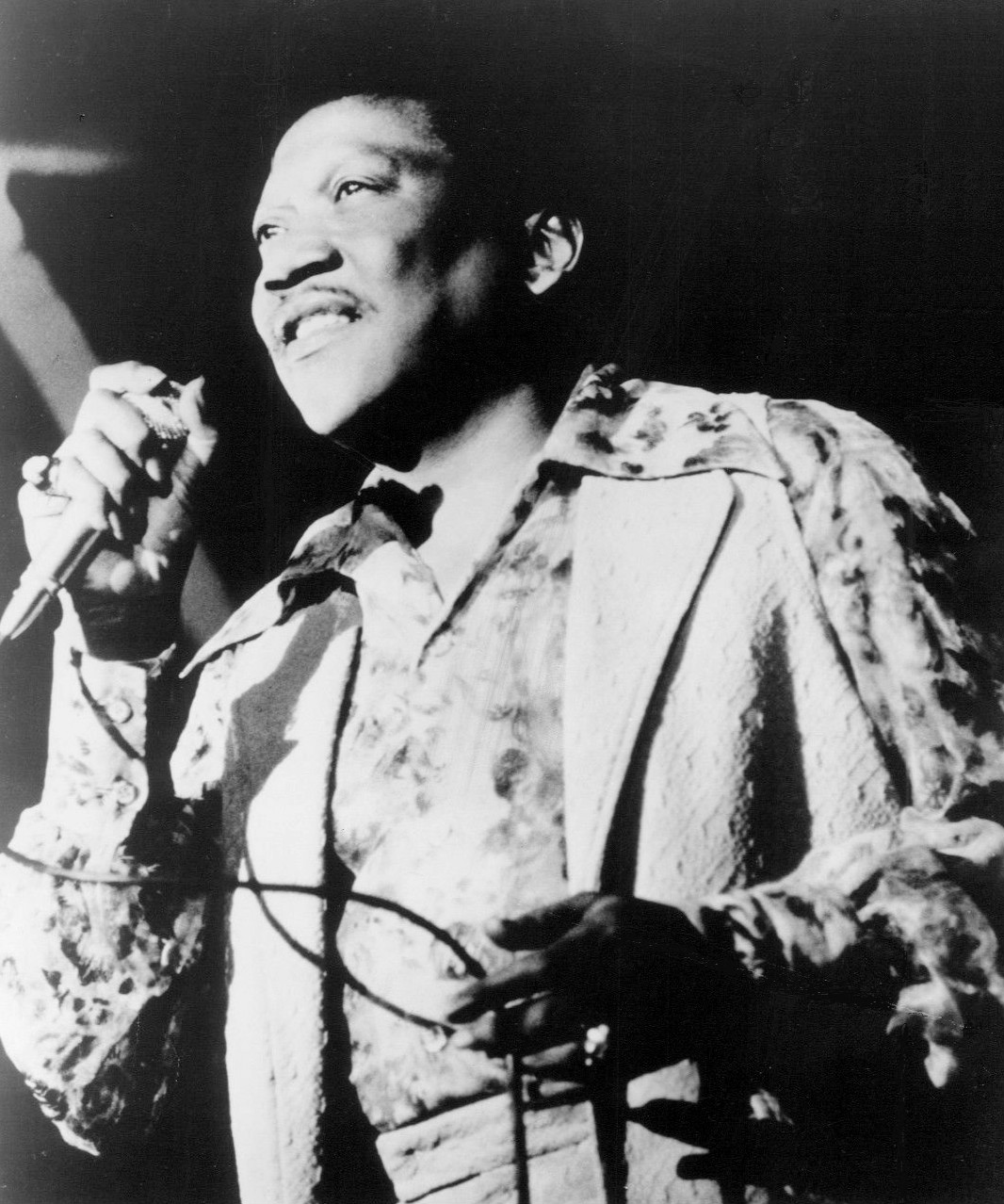
Bobby Bland en 1974.

- Farther Up the Road : single sorti en 1957. Est probablement avec Turn On Your Love Light, le titre le plus connu de Bobby « Blue » Bland. Il a été repris par quelques-uns des plus grands bluesmen blancs : Roy Buchanan sur Live Stock (1975), Mike Bloomfield sur Live at the Old Waldorf (enregistré en 1977), Eric Clapton sur Just One Night en 1980 ou encore Gary Moore sur Blues Alive en 1993.
- Little Boy Blue : single sorti en 1958.
- Cry, Cry, Cry : single sorti en 1960.
- Lead Me On : single sorti en 1960.
- I Pity the Fool : single sorti en 1961. Repris en 1967 par le Paul Butterfield Blues Band sur l'album The Resurrection of Pigboy Crabshaw.
- Two Steps from the Blues : tiré de l'album du même nom sorti en 1961, est un titre composé par John Riley Brown et Deadric Malone. Une reprise de ce morceau se trouve sur l'album Johnny Winter de Johnny Winter dans sa réédition de 2004.
- Turn On Your Love Light : composé en 1961 par Deadric Malone et Joseph Scott. Repris par Them sur l'album Them Again (1966), par le Grateful Dead sur Live/Dead (1969), par Tom Jones sur Live in Las Vegas (1969) ou encore par Jerry Lee Lewis en single en 1967.
- Your Friends : single de 1962. Une version se trouve sur l'album Live at the Old Waldorf de Mike Bloomfield (enregistré en 1977).
- Ain't No Love In the Heart of the City : de l'album Dreamer en 1974 et composé par Michael Price et Dan Walsh. Repris en 1980 par Whitesnake, en 2001 par Jay-Z, en 2004 par Vaya Con Dios.

## Discographie

### Albums studio
- 1961 : Two Steps from the Blues (Duke)
- 1962 : Here's the Man! (Duke)
- 1963 : Call on Me/That's the Way Love Is (Duke)
- 1964 : Ain't Nothing You Can Do (Duke)
- 1966 : The Soul of the Man (Duke)
- 1967 : Touch of the Blues (Duke)
- 1969 : Spotlighting the Man (Duke)
- 1973 : His California Album (Dunhill)
- 1974 : Dreamer (Dunhill)
- 1975 : Get On Down (ABC)
- 1977 : Reflections in Blue (ABC)
- 1978 : Come Fly with Me (ABC)
- 1979 : I Feel Good, I Feel Fine (MCA)
- 1980 : Sweet Vibrations (MCA)
- 1981 : Try Me, I'm Real (MCA)
- 1982 : Here We Go Again (MCA)
- 1983 : Tell Mr Bland (MCA)
- 1984 : You've Got Me Loving You (MCA)
- 1985 : Members Only (Malaco)
- 1986 : After All (Malaco)
- 1987 : Blues You Can Use (Malaco)
- 1989 : Midnight Run (Malaco)
- 1991 : Portrait of the Blues (Malaco)
- 1993 : Years of Tears (Malaco)
- 1995 : Sad Street (Malaco)
- 1998 : Memphis Monday Morning (Malaco)
- 2003 : Blues at Midnight (Malaco)

### Albums en concert
- 1974 : Together for the First Time, avec B. B. King (ABC)
- 1976 : Together Again... Live, avec B. B. King (ABC)
- 1998 : Live on Beale Street (Malaco)